# Малая Закавказская железная дорога (Тбилиси)
Тбилисская детская железная дорога — первая официальная детская железная дорога в мире. Открыта 24 июня 1935 года в городе Тбилиси, столице Грузинской ССР.

## История

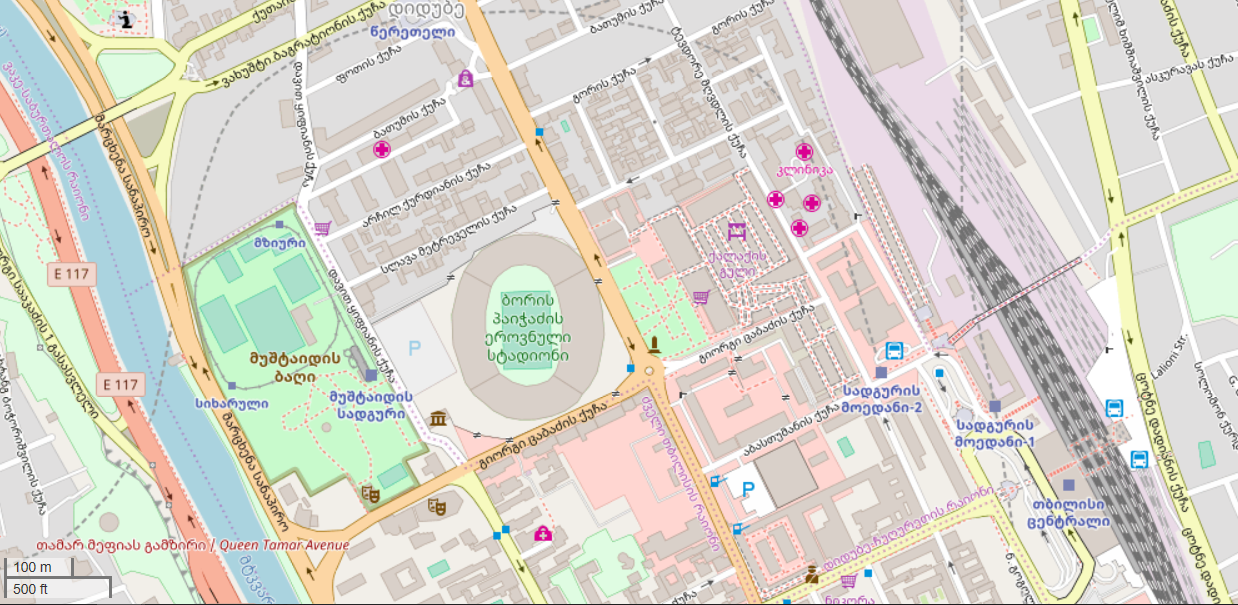
Малая Закавказская железная дорога

Идея постройки детской железной дороги пришла в ходе обсуждения постройки действующего макета железной дороги на Тбилисской детской технической станции в 1933 году. В результате было предложено построить полноценную узкоколейную железную дорогу, которая могла бы стать полноценным учебным проектом.
Строительство дороги началось 13 сентября 1934 г., 24 июня состоялось торжественно открытие дороги. Первоначальная длина ДЖД составила всего 400 метров. После открытия дороги, появился проект продления ДЖД до 1600 метров, но был построен только 800 метров нового пути, и общая длина дороги составила 1200 м.
С начала 1990-х годов дорога перестала выполнять функцию детской железной дороги и обслуживается взрослыми. В 2010 году движение прекратилось. По данным на конец 2010 года, Тбилисская ДЖД сохранялась, но не работала. Летом 2012 года произошла реабилитация парка «Муштаиди», на территории которого дорога находится, и вместе с реконструкцией парка возобновила работу и детская железная дорога.

## Подвижной состав

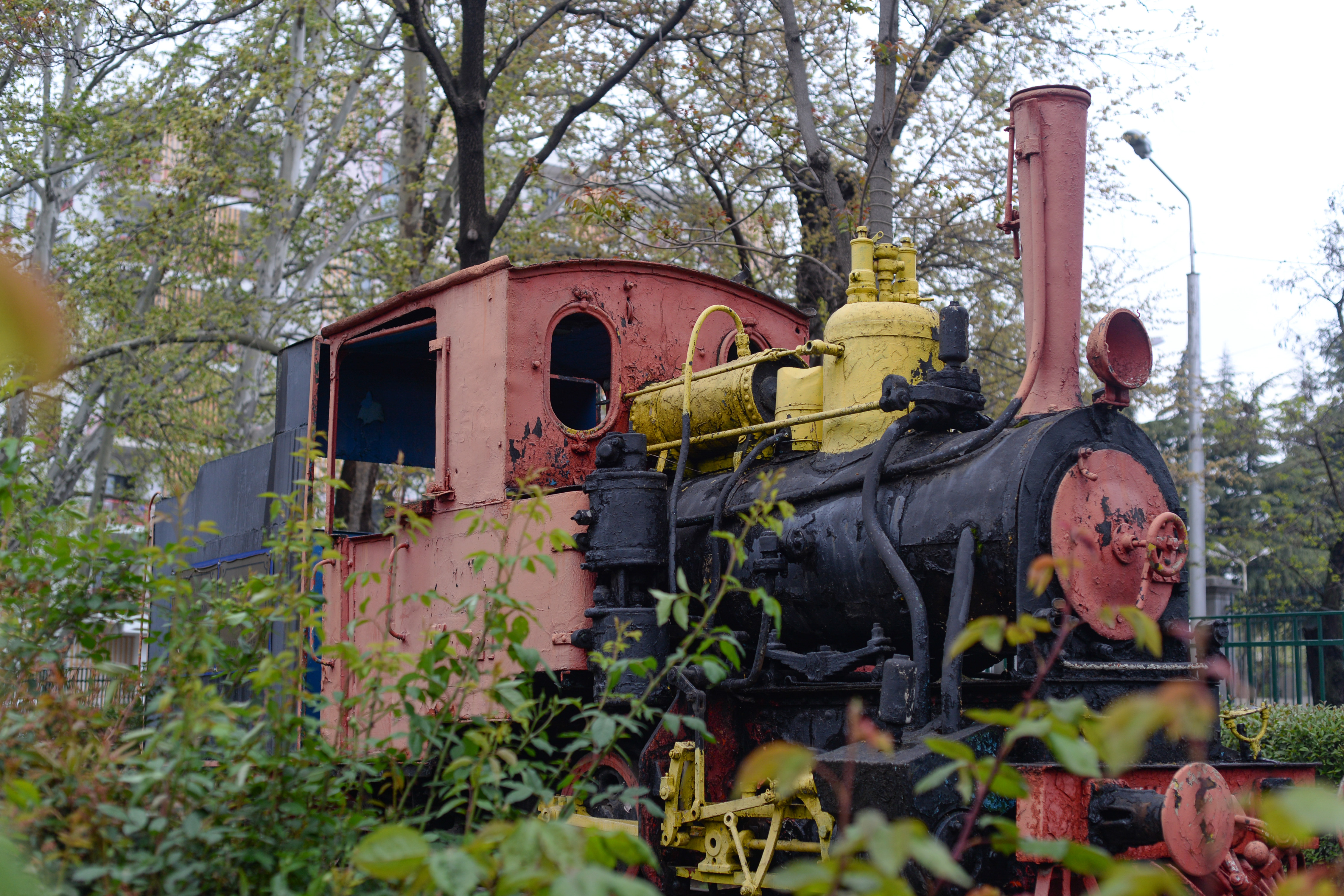
Локомотив Арнольда Юнга в ДЖД Тбилиси

Первым паровозом на дороге стал узкоколейный паровоз производства Фабрика Арнольда Юнга в Германии, под заводским номером № 1721, на дороге он эксплуатировался под сериями ЛК-1, Ак-1721, Б-1721.
В период Великой Отечественной войны на дороге эксплуатировался также эвакуированный из Ростовской ДЖД мотовоз Муг/2, в послевоенный период период на дорогу поступил паровоз серии 159. В 1971 году с Рижской ДЖД, был передан тепловоз серии ТУ3-035. В 1987 году на дорогу поступил тепловоз ТУ7-2044.

## Общая характеристика
- Длина 1,2 км.
- Одна станция — Пионери и две остановочные платформы — Мзиури, Сихарули. По данным на 2015 год, поезд на них не останавливается.
- Подвижной состав состоит из тепловоза ТУ7-2044, трёх самодельных пассажирских вагонов открытого типа. Имевшийся ранее паровоз серии 159 в 2011 году был продан и установлен на постаменте в Новочеркасске  (недоступная ссылка).